# Koersel
Koersel is een dorp en deelgemeente van Beringen, in de Belgische provincie Limburg, het was een zelfstandige gemeente tot aan de gemeentelijke herindeling van 1977.

## Toponymie
De oudste vermelding van Koersel stamt uit 1166 als Corcela.  De naam zou afkomstig kunnen zijn van het Gallo-Romeinse woord: Curticella, een samenvoeging van curtis (hofstede) en cella (woning). Een Latijnse verklaring staat/stond natuurlijk mooi maar een Germaanse verklaring voor Koersel is echter waarschijnlijker, er was hier voor de Romeinen immers niet veel te rapen op de arme zandgrond...  Koersel zou in geval van een Germaanse herkomst van de naam dan kunnen zijn voortgekomen uit "Cor - sala", wat de duiding zou zijn voor een hoeve van een voorname Frank namens "Cor".  Recent heeft men nog een andere mogelijke Germaanse verklaring voor de herkomst van Koersel aangetoond namelijk een "gebouw met wachttoren".

## Geschiedenis
In het gehucht Stal werden enkele jaren geleden overblijfselen uit de Urnenveldencultuur gevonden bij werken. De geschiedenis van (Frankische) bewoning van deze streek gaat terug tot ongeveer 700. Omstreeks 800 kwam het gebied bestuurlijk onder het huidige Lummen te vallen. De Heer van Lummen liet hier een kapel bouwen. Het patronaatsrecht daarvan werd in 1185 geschonken aan de Abdij van Averbode. In 1204 werd Koersel een zelfstandige parochie, maar de pastoors werden tot 1829 nog door de abdij benoemd.
Sedert 1572 was het grootste deel van Brabant in handen van de legers van Willem de Zwijger. Op de Pacificatie van Gent werd hij door de afgevaardigden van de Provinciën als staatshoofd van de Verenigde Nederlanden aangeduid. Filips II, koning van Spanje en de Nederlanden, stond ondertussen niet stil. Dankzij een vrije doortocht door Frankrijk slaagde hij erin een leger, onder leiding van Don Juan en Alexander Farnese hertog Van Parma naar de Nederlanden te sturen.  In Gembloers kwam het op 31 januari tot een treffen met de legers van Willem de Zwijger, waar deze laatsten vernederd werden verslagen. Alexander Farnese richtte zich nu op de kleinere Oost-Brabantse steden, en op 22 februari 1578 werd Zichem en op 24 februari werd Diest veroverd. Een regiment Waalse huursoldaten, onder leiding van Johan Baptist de Monte werd er als garnizoen gelegerd.
Op 11 januari 1579 verscheen een afdeling van dit garnizoen in Koersel. De dorpelingen hadden de gewoonte om hun graan in de kerk te bewaren. De soldeniers eisten dit graan op, maar de inwoners vluchtten in de kerk en beriepen zich op het asielrecht van Roomse kerken. De soldeniers verzamelden hout en mutsaarden, tastten ze tegen de kerk en haar toren en staken die in brand. Twee dagen brandde de kerk. De balans: van de 250 dorpelingen die zich in de kerk verschanst hadden, verloren er 183 onmiddellijk het leven. Er wordt nog steeds een jaarmis opgedragen ter nagedachtenis van deze ramp
Bestuurlijk bleef Koersel, tot omstreeks 1798, onder de heerlijkheid Lummen vallen. Daarna werd Koersel een zelfstandige gemeente.
In 1826 ontstond bedevaartsoord 't Fonteintje, waar in 1833 een kapel werd gebouwd.
In 1834 woedde een dorpsbrand, waarbij het centrum van Koersel, inclusief de kerk, door brand werden verwoest.
Van belang was de aanleg van de Steenkoolmijn van Beringen, vanaf 1907. De bevolking van Koersel nam daardoor sterk toe. In 1910 werd in het nabijgelegen gehucht Stal reeds een zelfstandige parochie opgericht.
Na 1945 werden tal van nieuwe wijken in Koersel aangelegd: Fonteintje (1945), Steenveld (1946), Steenoven (1950), Grootveld (1950), Schanswijk (1960) en Vliegeneinde (1968).
In 1977 kwam een einde aan de gemeentelijke zelfstandigheid van Koersel. Het werd onderdeel van de fusiegemeente Beringen.

## Bezienswaardigheden
- De Sint-Brigidakerk is een neoclassicistisch bouwwerk uit 1850. Het centrum van Koersel werd begin 2006 vernieuwd, waarbij ook het kerkplein verfraaid werd. In 2006 werd in Koersel een eeuwenoud beeldje gevonden dat nu in de kerk staat.
- De pastorie, aan Pastorijstraat 49, werd gebouwd in 1655 doch sterk gewijzigd tussen 1865 en 1876, waarbij de voorgevel in neoclassicistische trant verbouwd werd. Op de zolder bevond zich voor 1784 de tiendenschuur. Het gebouw werd in de Franse tijd als zwart goed verkocht. Het werd in het midden van de 19e eeuw teruggekocht door de Kerkfabriek.
- Neoclassicistisch voormalig gemeentehuis uit 1856.
- Kasteel Quanonne kreeg in 1850 zijn huidige gestalte.
- Bedevaartsoord Koersels Kappelleke of 't Fonteintje met een kapel Onze-Lieve-Vrouw aan de Staak, uit 1833, die vergroot werd in 1839.
- De Stalse Molen, een watermolen op de Zwarte Beek.
- Het kerkdorp Stal ligt ten noordwesten van het centrum.
- De mijngebouwen en de terril (steenberg) van Beringen liggen volledig en de aanpalende tuinwijk Beringen-Mijn voor het grootste gedeelte op Koersels grondgebied. Ten westen van het gehucht Stal bevindt zich een plaats die als "het Baltisch Kamp" wordt aangemerkt. In 1942-45 bevond er zich een kamp met hoofdzakelijk Russische krijgsgevangenen, tewerkgesteld in de kolenmijn.
- De Fatih-moskee, een Turkse moskee in de woonkern Beringen-Mijn.
- Sportcentrum Curticella, sportaccommodaties zoals het skatepark, tennispleinen, de velden van Weerstand Koersel en de sporthal. Welbekend onder menig Koerselaar.

## Politiek

### Geschiedenis

#### Lijst van burgemeesters
Koersel had een eigen gemeentebestuur en burgemeester tot de fusie van 1977. Burgemeesters waren:
| Periode | Periode     | Burgemeester               |
| ------- | ----------- | -------------------------- |
|         | 1800 - 1825 | Gaspard Reynders           |
|         | 1825 - 1830 | Willem Lekens              |
|         | 1830 - 1833 | Jan Michael Vanhove        |
|         | 1833 - 1836 | Jan Michael Vanderhoydonck |
|         | 1837 - 1843 | Pieter Jan Reynders        |
|         | 1843 - 1852 | Joannes Jacobus Hermans    |
|         | 1853 - 1854 | Petrus Josephus Vanhove    |
|         | 1854 - 1860 | Antoine François Nulens    |
|         | 1861 - 1872 | Casimir François Nulens    |
|         | 1872 - 1884 | Paul Leonard Lemmens       |

| Periode | Periode     | Burgemeester                             |
| ------- | ----------- | ---------------------------------------- |
|         | 1884 - 1906 | Pieter Hendrik Vanhoudt                  |
|         | 1906 - 1918 | Theophiel Lemmens                        |
|         | 1918 - 1920 | Leopold Deferme (waarnemend)             |
|         | 1920 - 1939 | Ferdinand Alfons Coomans                 |
|         | 1940 - 1941 | Theophile Henri Nulens                   |
|         | 1941 - 1944 | Leopold Moons (oorlogsburgemeester, VNV) |
|         | 1944 - 1965 | Octaaf Elens                             |
|         | 1965 - 1968 | Marcel Vints (CVP)                       |
|         | 1969 - 1975 | Frans Leyssens                           |
|         | 1976        | Alfons Coomans (CVP)                     |

## Dialect
Het dialect van Koersel en haar gehucht Stal worden voor het W.L.D. [Woordenboek Limburgs Dialecten] ingedeeld bij de Demerkempense subregio van het West-Limburgs.  Men spreekt nog Koersels maar het dialect staat onder druk.  Jongeren spreken het minder en minder en zij die het nog spreken geven het vaak niet meer door aan de volgende generatie waardoor het voortbestaan op relatief korte tijd in gevaar is.

## Natuur en landschap

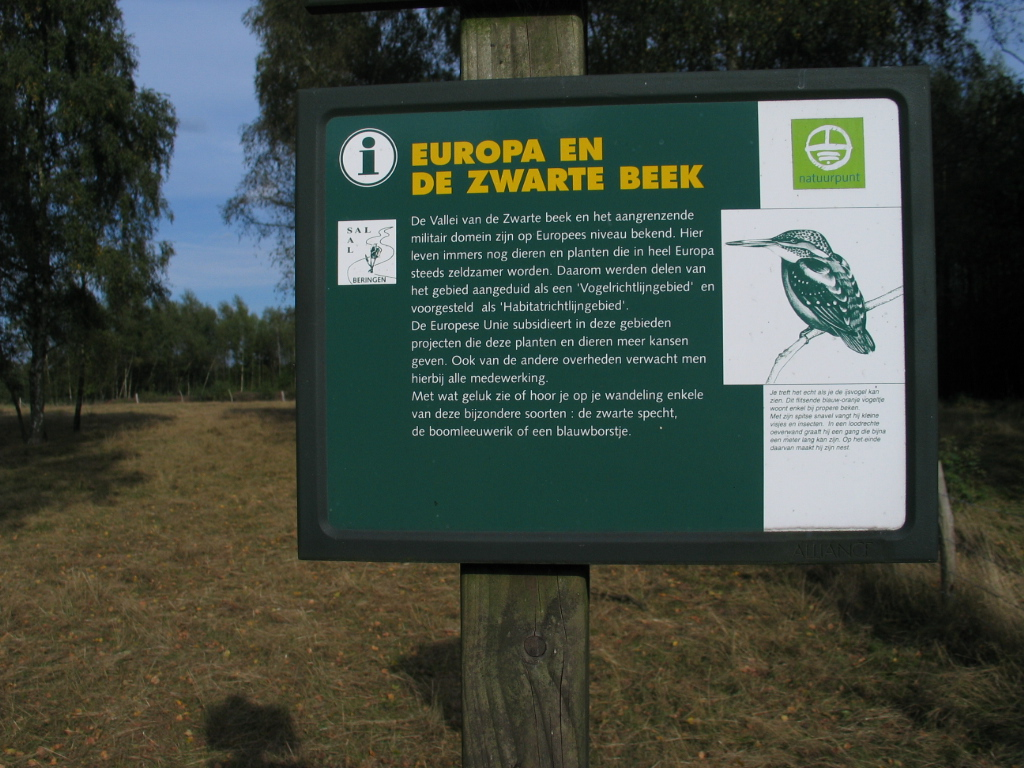
Vallei van de Zwarte Beek

Koersel ligt aan de westrand van het Kempens Plateau, van waar een aantal beken in westelijke richting stromen. De Zwarte Beek en de Oude Beek bevindt zich ten noorden van de plaats, terwijl de Helderbeek ten zuiden van Koersel is gelegen.
Vooral ten oosten van Koersel, op het plateau, ligt een bosrijk gebied waarin zich ook enkele heidevelden bevinden. Dit is de Koerselse Heide. Voor een belangrijk deel is dit een militair domein, behorende tot het Kamp van Beverlo. Hier ligt ook het recreatiegebied met bedevaartkapelletje 't Fonteintje. Een verhard fietspad, van Koersel naar Hechtel alsook Heusden, leidt door dit militair domein.
De Vallei van de Zwarte Beek, gelegen in het oosten van Koersel, is Vlaanderens grootste natuurgebied. Dit natuurgebied is op Europees niveau bekend. Hier vindt men bezoekerscentrum "De Watersnip".
In de Vallei van de Helderbeek wordt een klein natuurreservaat, Helderbeek-Voort genaamd, beheerd door het Agentschap voor Natuur en Bos. Dit gebied is door instortende mijngangen sterk gedaald en moerassig geworden. Het gebied is niet toegankelijk.
Het natuurgebied Helderbeekvallei-Terril omvat ook de Mijnterril Heusden-Zolder, die eveneens als natuurreservaat beheerd wordt en wél toegankelijk is.

## Demografische ontwikkeling
Bronnen: NIS Opm:1831 t/m 1970=volkstellingen; 1976=inwoneraantal op 31 december; 

## Bekende personen
- Karel Bellinckx (1913-1964), missionaris
- Anne-Marie Volders (1960), beeldhouwer
- Ingrid Berghmans (1961), judoka
- Frank Corvers (1969), wielrenner
- Marc Quaden (1970), voetballer
- Mauro Pawlowski (1971), muzikant
- Lucas Schoofs (1997), voetballer